# Carlo Teodoro di Baviera
Carlo Teodoro di Wittelsbach (Drogenbos, 12 dicembre 1724 – Monaco di Baviera, 16 febbraio 1799) regnò col nome di Carlo IV come principe-conte palatino del Reno dal 1742 e col nome di Carlo II come Duca ed Elettore di Baviera dal 1777 sino alla sua morte. In particolare in quest'ultima parte del suo regno, il suo governo (come del resto quello del suo predecessore) ebbe enormi risvolti nella storia della Baviera, in modo specifico per lo sviluppo economico e sociale del paese, anche se non eccelse nell'amministrazione della politica interna ed esterna e portò a diversi malumori tra la popolazione.

## Biografia

### I primi anni e il governo del Palatinato

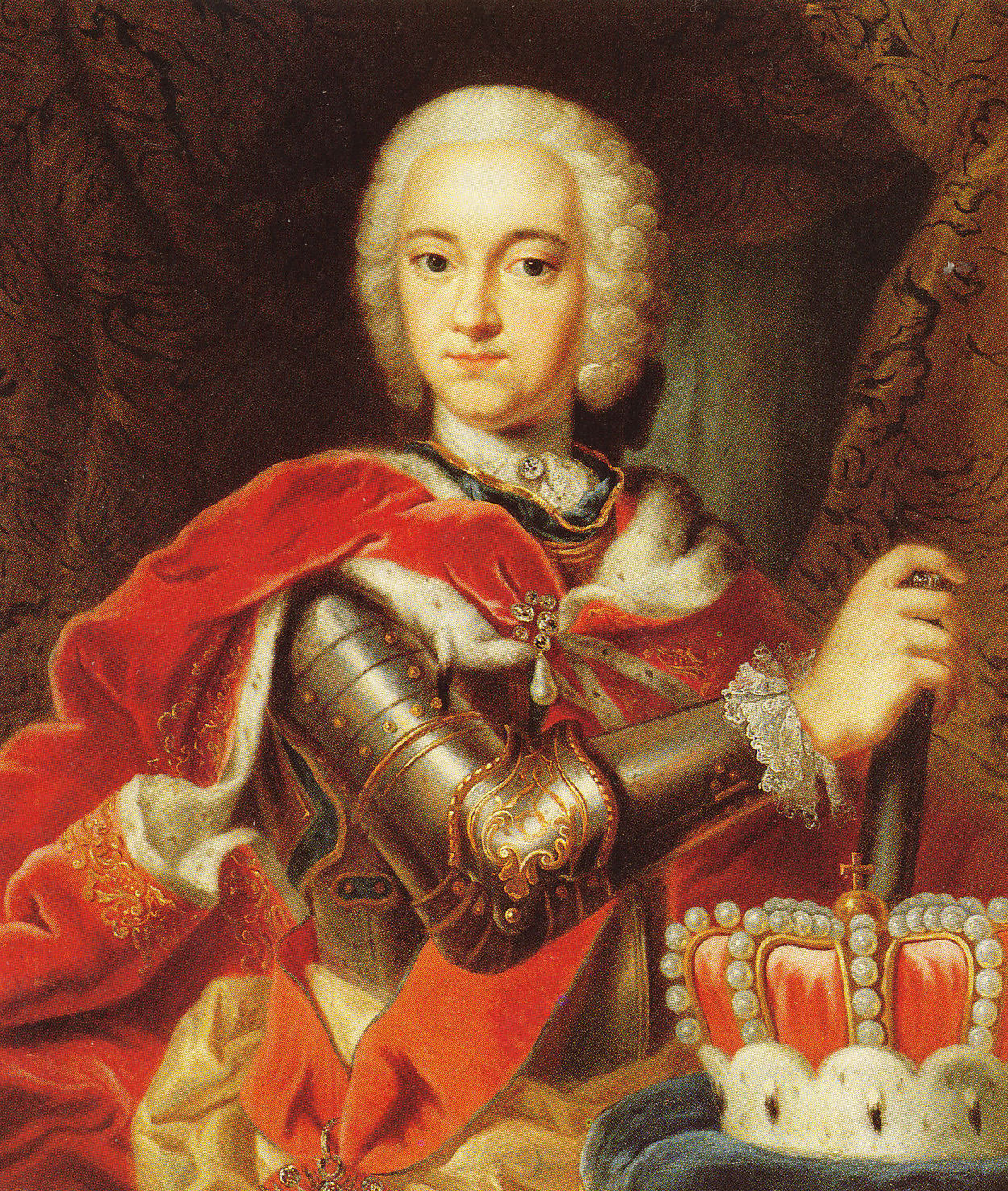
Il giovane Carlo Teodoro di Baviera, conte di Sulzbach.

Nato a Drogenbos presso Bruxelles, Carlo Teodoro era figlio di Giovanni Cristiano Giuseppe del Palatinato-Sulzbach e di sua moglie, la nobildonna francese Maria Henriette de La Tour d'Auvergne (appartenente al Casato di La Tour d'Auvergne, sovrano del Ducato di Bouillon), pronipote del celebre generale francese Henri de La Tour d'Auvergne, visconte di Turenne. Venne educato a Mannheim dai gesuiti.
All'età di soli quattro anni, ereditò dalla madre il margraviato di Bergen op Zoom, nei Paesi Bassi.
A dieci anni ereditò il Palatinato elettorale, nel 1733, alla morte dello zio Giuseppe Carlo del Palatinato-Sulzbach e del padre, rimanendo sotto tutela formalmente sino al 1742, quando alla morte di Carlo III Filippo del Palatinato riunì sotto il proprio dominio l'intera regione del Palatinato coi ducati di Jülich e Berg. Come principe elettore del Palatinato, diede un grande impulso culturale alle sue terre, fondando un'accademia delle scienze, fondando collezioni museali e supportando le arti. Per rafforzare queste unioni territoriali, Carlo III Filippo aveva predisposto per lui un matrimonio, celebrato il 17 gennaio 1742, con la pronipote Elisabetta Augusta che infatti sposò Carlo Teodoro, mentre sua sorella Maria Anna sposò il principe bavarese Clemente Francesco.
Quando un suo lontano cugino, il principe-elettore Massimiliano III di Baviera morì nel 1777, estinguendo la linea bavarese dei Wittelsbach, Carlo Teodoro divenne anche elettore e duca di Baviera e spostò la propria residenza a Monaco.

### Il principato in Baviera

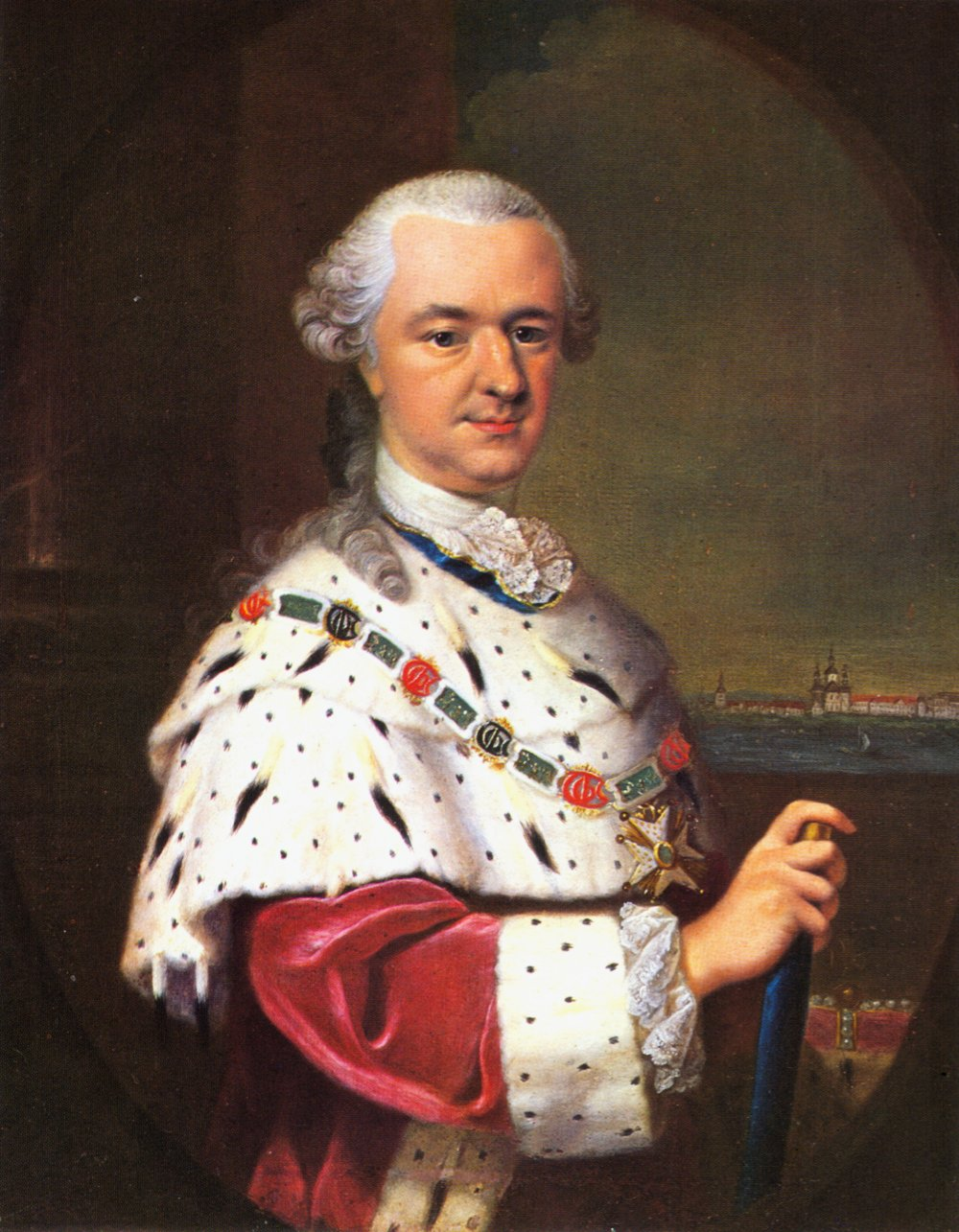
Carlo Teodoro di Baviera

Appena salito al trono, le prime azioni di Carlo Teodoro gli inimicarono i suoi sudditi: egli aveva infatti proposto all'imperatore Giuseppe II d'Asburgo uno scambio di alcuni territori della Baviera meridionale con parte dei Paesi Bassi austriaci presso il Reno (gran parte nell'odierno Belgio). La crisi diplomatica che ne seguì, portò alla cosiddetta guerra di successione bavarese che si concluse con la pace di Teschen (1779): secondo gli accordi finali, i discendenti di Carlo Teodoro non avrebbero più potuto essere ammessi alla reggenza del trono di Baviera. Negli anni seguenti tentò ancora di realizzare uno scambio tra le terre ducali bavaresi e quelle dei Paesi Bassi austriaci, nella speranza di acquisire una corona regale, ma anche tale secondo tentativo venne fermato da Federico il Grande, con la formazione del Fürstenbund. Questi ripetuti tentativi sono stati spiegati dagli storici con l'ideale che accompagnò sempre Carlo Teodoro nella sua vita, dettato dai suoi studi e dalla propria ambizione, quella di ricostituire l'antico regno borgognone sotto il proprio dominio.
Il 26 aprile 1782 ricevette papa Pio VI a Monaco di Baviera. Nel 1785 Carlo Teodoro pose fuori legge l'ordine degli Illuminati di Adam Weishaupt.
Nel 1785 nominò il lealista americano in esilio Benjamin Thompson quale suo aiutante di campo e ciambellano. Nei successivi 11 anni, Thompson riformò l'esercito bavarese sotto molti aspetti, venendo infine nobilitato dallo stesso Carlo Teodoro col titolo di conte di Rumford.
In Baviera, intanto, si innescarono crescenti tensioni e nel 1788, dopo una disputa con il consiglio cittadino di Monaco, Carlo Teodoro spostò la propria residenza a Mannheim nel Palatinato, per poi ritornare a Monaco l'anno successivo.
Quando le armate rivoluzionarie francesi invasero il ducato di Jülich nel 1794, passando poi al Palatinato nel 1795 e procedettero quindi in Baviera nel 1796, Carlo Teodoro promise a Francesco II d'Asburgo che in cambio del suo aiuto, la Baviera sarebbe divenuta uno stato satellite dell'Austria.
Quando morì d'infarto a Monaco nel 1799, la popolazione celebrò l'evento per diversi giorni. È sepolto nella chiesa dei Teatini a Monaco, ma il suo cuore è conservato in una teca argentata presso la Gnadenkapelle di Altötting. Non potendo i suoi figli illegittimi, per quanto legittimati, succedere regolarmente al suo trono, la sua eredità passò al cugino Massimiliano IV Giuseppe di Baviera.

## Influsso culturale

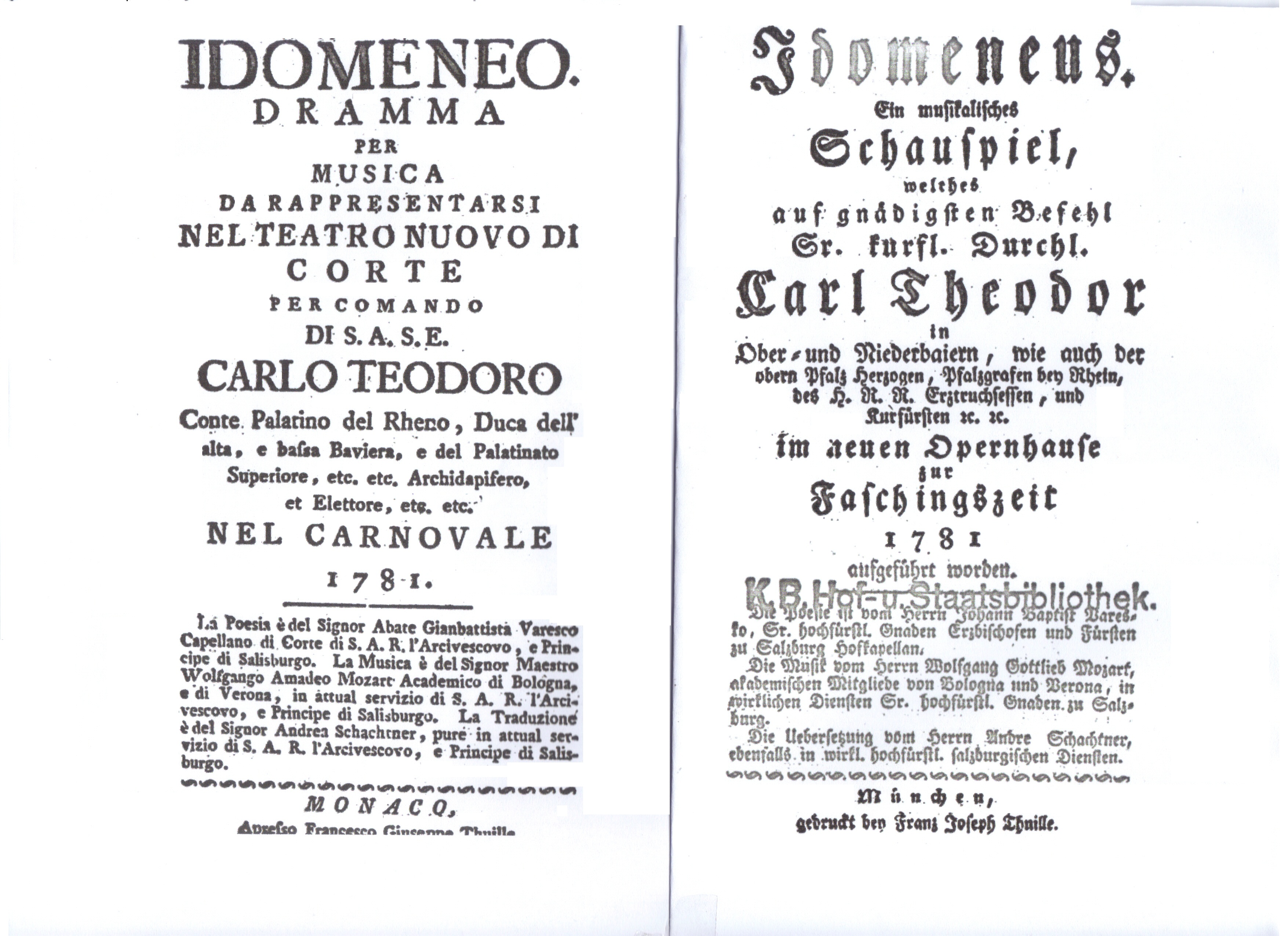
Frontespizio originale dell'Idomeneo di Mozart: a sinistra la dedica a Carlo Teodoro di Baviera

Carlo Teodoro fu un sovrano che lasciò un'impronta notevole alla città di Monaco: fu sotto il suo regno che sorse il Englischer Garten, il più grande parco della città, edificato sui resti delle antiche mura, smantellate per consentire l'espansione urbana. La Karlsplatz di Monaco prende da lui il nome.
L'architetto capo di Carlo Teodoro, Nicolas de Pigage, venne incaricato del completamento del palazzo di Mannheim, del disegno dello Schlosstheater e dei giardini del castello di Schwetzingen (inclusi i numerosi padiglioni, gruppi di rovine romane artificiali e addirittura una moschea di stile moresco) come del resto di progettare il castello di Benrath. Tutti questi lavori vennero realizzati in stile francese dell'epoca (una transizione tra il barocco ed il primo neoclassicismo), mentre altri architetti impiegati da Carlo Teodoro lavorarono prevalentemente secondo i canoni stilistici italiani. Carlo Teodoro avviò inoltre la costruzione dell'Alte Brücke di Heidelberg, che infatti porta ancora oggi il nome di Karl-Theodor-Brücke.
A livello letterario, sostenne largamente Voltaire ed i suoi scritti.
Nel 1763 fondò l'Accademia delle Scienze di Mannheim con le due classi di storia e di scienze naturali ed il Collegium Anatomico-Chirurgicum di Düsseldorf. Nel 1780 fondò la Societas Meteorologica Palatina come terza classe dell'Accademia di Mannheim, qualificandola come la prima istituzione meteorologica internazionale.

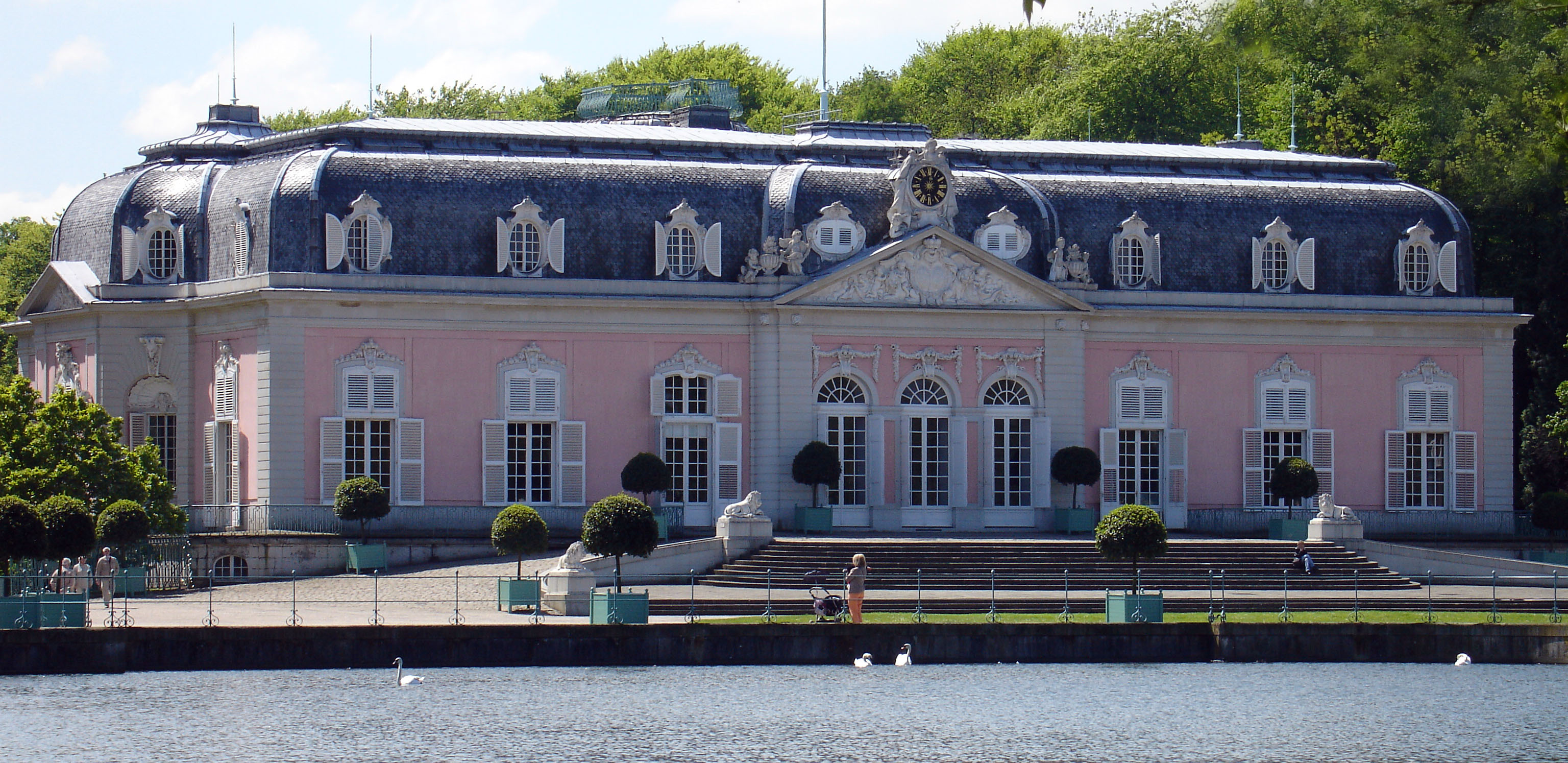
Il castello di Benrath

Non a caso Carlo Teodoro fu un fervido amante delle arti, incluso il teatro e predilesse sopra tutte la musica. Commissionò l'Idomeneo a Mozart nel 1780 ed assunse quali musicisti a corte Johann Stamitz e Christian Cannabich. L'orchestra di corte a Mannheim (Scuola di Mannheim) era considerata una delle migliori nella Germania del suo tempo.
La città di Mannheim crebbe di riflesso notevolmente sotto il suo governo, fondandovi il primo nucleo della raccolta di stampe artistiche che attualmente costituisce la Staatliche Graphische Sammlung München. Sempre a Mannheim nel 1769 fondò l'Accademia di Disegno con il suo famoso teatro e fece realizzare una galleria pubblica di copie di famose opere dell'antichità. La preesistente galleria artistica di Düsseldorf, che includeva molte opere di Rubens, venne dapprima trasferita a Mannheim, poi a Monaco ed infine incorporata nella Alte Pinakothek. Tra gli artisti che lavorarono a questi suoi progetti, Carlo Teodoro ebbe gli scultori Peter Anton von Verschaffelt, Simon Peter Lamine e Konrad Linck. Linck fu inoltre un apprezzato disegnatore di porcellane a Frankenthal.

## Il rapporto con la massoneria
Carlo Teodoro fu per lungo tempo membro della massoneria, prima di lasciarla in seguito alle ingiunzioni del suo confessore. Il 22 giugno 1784 e il 23 agosto 1785 emanò gli editti di scioglimento delle logge massoniche e dell'Ordine degli Illuminati.

## Carattere

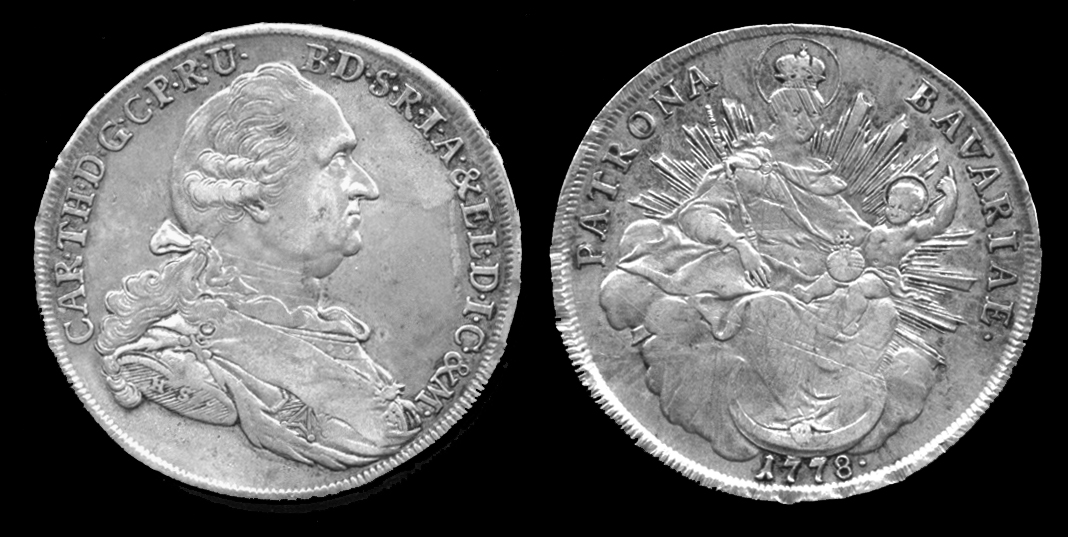
Un tallero d'argento di Carlo Teodoro di Baviera

Carlo Teodoro era più interessato alle arti ed alla filosofia che alla politica. Lo storico Thomas Carlyle lo ha definito una "creatura povera e inerme, di natura puramente egoistica, ornamentale e dilettante; tutto devoto al teatro, ai suoi figli illegittimi ed al piacere; molto apprezzato da Voltaire, che sovente gli fece visita, e da Collini, per il quale egli fu quasi come un maestro."
Il ministro degli esteri francese Charles Gravier, conte di Vergennes, lo descrisse così:
Nel corso della sua vita, Carlo Teodoro ebbe per segretario il nobile fiorentino Cosimo Alessandro Collini (1727–1806), il quale era già stato segretario di Voltaire. Anche se Carlo Teodoro fu certamente desideroso di acquisire nuovi territori da governare, egli ebbe solamente figli illegittimi e per questo preferì detenere territori che gli spettassero per regolare diritto di successione anziché per acquisizioni che avrebbero potuto essere soggette a contestazioni legali.
Carlo Teodoro amava definirsi un "principe di pace" in contrasto ad altri principi della sua epoca come il suo principale oppositore, il guerriero Federico il Grande di Prussia. Allegoricamente, egli scelse come proprio simbolo la figura di Minerva, dea romana della saggezza e delle arti. Questo suo pensiero si può riassumere correttamente nell'iscrizione ancora oggi presente in un piccolo monumento da lui fatto erigere a Schwetzingen: "Qui, nell'anno 1765, venne scoperto un accampamento di guerra e morte di Romani e Germanici, assieme ad armi, urne ed ossa. – Per l'arte della pace, che sono le sole gioie della vita, l'elettore Carlo Teodoro ha fatto scavare questo luogo per sette piedi e ha eretto questo monumento nel 1768".

## Matrimoni
Carlo Teodoro si sposò due volte, la prima con Elisabetta Augusta del Palatinato-Sulzbach, dalla quale ebbe un figlio morto dopo pochi mesi dalla nascita e dalla quale non ebbe altri eredi:
- Francesco Luigi Giuseppe, principe del Palatinato-Sulzbach (28/29 giugno 1761, Castello di Schwetzingen)

Malgrado questo e la presenza di molte amanti, Carlo Teodoro non ripudiò mai la moglie animato da spirito cristiano e si risposò solo quando questa morì nel 1795.
La seconda volta, il 15 febbraio 1795 si sposò a Innsbruck con Maria Leopoldina d'Asburgo-Este, di 52 anni più giovane di lui, figlia di Ferdinando d'Asburgo-Este e di Maria Beatrice d'Este, dalla quale però non ebbe figli.
Carlo Teodoro ebbe anche numerosi figli illegittimi dalle sue molteplici relazioni amorose. 
Dall'unione con la nobildonna Maria Cristina von Hauer (1734 - 1796), creata poi baronessa von Stengel, ebbe:
- Stefano Cristiano von Stengel (6 ottobre 1750 - 3 ottobre 1822); Commissario generale di Bamberga, sposò nel 1784 Marianna di Blesen († 1802)

Dall'unione con l'attrice francese Françoise Després-Verneuil († 1765), creata in seguito contessa di Parkstein, ebbe:
- Carolina Francesca Dorotea von Parkstein (1762 - 7 settembre 1816, Ickelheim), sposò il principe Federico Guglielmo di Isenburg-Büdingen-Birstein (13 dicembre 1730, Birstein - 12 ottobre 1804, Mannheim)
- Un figlio maschio (1764 - 1765)

Dall'unione con Maria Josepha Seyffert (1748 - 24 dicembre 1771), creata in seguito contessa di Heydeck, ebbe:
- Carolina Giuseppa Filippina von Bretzenheim (27 gennaio 1768 - 1786), sposò nel 1784 il conte Massimiliano Giuseppe di Holnstein (1760 - 1838)
- Carlo Augusto Federico Giuseppe, conte di Heydeck e principe imperiale di Bretzenheim e poi di Lindau, Gran Priore dell'Ordine di Malta in Baviera (24 dicembre 1768 - 27 febbraio 1823), sposò il 27 aprile 1788 a Oettingen in Bayern, Maria Walburga di Oettingen-Spielberg (29 agosto 1766 - 8 maggio 1833)
- Eleonora Carolina Giuseppina von Bretzenheim (9 dicembre 1771 - 23 dicembre 1832), sposò il 21 novembre 1787 (div. 1801) il conte Carlo Guglielmo di Leiningen-Guntersblum (5 luglio 1737 - 26 gennaio 1809)
- Federica Carolina Giuseppina von Bretzenheim (1771 - 1816); sorella gemella di Eleonora, Badessa in Lindau, lasciò l'abito clericale nel 1796 per sposare il conte Maximilian-Gysenberg von Westerholt (1772 - 1854)

Dall'unione con la contessa Maria Anna di Leiningen, vedova del conte Francesco Federico di Sayn-Wittgenstein-Hohenstein-Vallendar, nacque:
- Karoline von Ezenried (1771 - 1828), sposò il dottor Joseph Reubel, professore di medicina all'università di Monaco

Dall'unione con la baronessa Elisabetta Schenk von Castell, ebbe:
- Maria Walburga von Warenberg (1790 - agosto 1797)

## Ascendenza
|                                            |                                        |                                                | Genitori                                          |  |  | Nonni |  |  | Bisnonni                                  |  |  | Trisnonni                       |  |
|                                            |                                        |                                                |                                                   |  |  |       |  |  | Cristiano Augusto del Palatinato-Sulzbach |  |  | Augusto del Palatinato-Sulzbach |  |
|                                            |                                        |                                                |                                                   |  |  |       |  |  | Cristiano Augusto del Palatinato-Sulzbach |  |  | Augusto del Palatinato-Sulzbach |  |
|                                            |                                        | Edvige Eleonora di Holstein-Gottorp            |                                                   |  |  |       |  |  | Cristiano Augusto del Palatinato-Sulzbach |  |  |                                 |  |
| Teodoro Eustachio del Palatinato-Sulzbach  |                                        |                                                |                                                   |  |  |       |  |  | Cristiano Augusto del Palatinato-Sulzbach |  |  |                                 |  |
|                                            |                                        | Amalia di Nassau-Siegen                        | Giovanni VII di Nassau-Siegen                     |  |  |       |  |  |                                           |  |  |                                 |  |
|                                            |                                        | Amalia di Nassau-Siegen                        | Giovanni VII di Nassau-Siegen                     |  |  |       |  |  |                                           |  |  |                                 |  |
|                                            |                                        | Amalia di Nassau-Siegen                        | Margherita di Schleswig-Holstein-Sonderburg       |  |  |       |  |  |                                           |  |  |                                 |  |
| Giovanni Cristiano del Palatinato-Sulzbach |                                        | Amalia di Nassau-Siegen                        |                                                   |  |  |       |  |  |                                           |  |  |                                 |  |
|                                            |                                        | Guglielmo d'Assia-Rotenburg                    | Ernesto d'Assia-Rheinfels                         |  |  |       |  |  |                                           |  |  |                                 |  |
|                                            |                                        | Guglielmo d'Assia-Rotenburg                    | Ernesto d'Assia-Rheinfels                         |  |  |       |  |  |                                           |  |  |                                 |  |
|                                            |                                        | Guglielmo d'Assia-Rotenburg                    | Maria Eleonora di Solms-Hohensolms                |  |  |       |  |  |                                           |  |  |                                 |  |
| Maria Eleonora d'Assia-Rotenburg           |                                        | Guglielmo d'Assia-Rotenburg                    |                                                   |  |  |       |  |  |                                           |  |  |                                 |  |
|                                            |                                        | Maria Anna di Loewenstein-Wertheim-Rochefort   | Ferdinando Carlo di Löwenstein-Wertheim-Rochefort |  |  |       |  |  |                                           |  |  |                                 |  |
|                                            |                                        | Maria Anna di Loewenstein-Wertheim-Rochefort   | Ferdinando Carlo di Löwenstein-Wertheim-Rochefort |  |  |       |  |  |                                           |  |  |                                 |  |
|                                            |                                        | Maria Anna di Loewenstein-Wertheim-Rochefort   | Maria Anna von Fürstenberg                        |  |  |       |  |  |                                           |  |  |                                 |  |
| Carlo Teodoro di Baviera                   |                                        | Maria Anna di Loewenstein-Wertheim-Rochefort   |                                                   |  |  |       |  |  |                                           |  |  |                                 |  |
|                                            | Frédéric Maurice de La Tour d'Auvergne | Frédéric Maurice de La Tour d'Auvergne         |                                                   |  |  |       |  |  |                                           |  |  |                                 |  |
|                                            | Frédéric Maurice de La Tour d'Auvergne | Frédéric Maurice de La Tour d'Auvergne         |                                                   |  |  |       |  |  |                                           |  |  |                                 |  |
|                                            | Frédéric Maurice de La Tour d'Auvergne | Éléonore de Bergh                              |                                                   |  |  |       |  |  |                                           |  |  |                                 |  |
| François Egon de La Tour d'Auvergne        | Frédéric Maurice de La Tour d'Auvergne |                                                |                                                   |  |  |       |  |  |                                           |  |  |                                 |  |
|                                            |                                        | Enrichetta Francesca di Hohenzollern-Hechingen | Eitel Federico II di Hohenzollern-Hechingen       |  |  |       |  |  |                                           |  |  |                                 |  |
|                                            |                                        | Enrichetta Francesca di Hohenzollern-Hechingen | Eitel Federico II di Hohenzollern-Hechingen       |  |  |       |  |  |                                           |  |  |                                 |  |
|                                            |                                        | Enrichetta Francesca di Hohenzollern-Hechingen | Maria Isabella van den Bergh                      |  |  |       |  |  |                                           |  |  |                                 |  |
| Maria Henriette de La Tour d'Auvergne      |                                        | Enrichetta Francesca di Hohenzollern-Hechingen |                                                   |  |  |       |  |  |                                           |  |  |                                 |  |
|                                            |                                        | Filippo Carlo d'Arenberg                       | Carlo Eugenio d'Arenberg                          |  |  |       |  |  |                                           |  |  |                                 |  |
|                                            |                                        | Filippo Carlo d'Arenberg                       | Carlo Eugenio d'Arenberg                          |  |  |       |  |  |                                           |  |  |                                 |  |
|                                            |                                        | Filippo Carlo d'Arenberg                       | Marie Henriette de Cusance et de Vergy            |  |  |       |  |  |                                           |  |  |                                 |  |
| Maria Anna d'Arenberg                      |                                        | Filippo Carlo d'Arenberg                       |                                                   |  |  |       |  |  |                                           |  |  |                                 |  |
|                                            |                                        | Maria Enrichetta Del Carretto                  | Ottone Enrico Del Carretto                        |  |  |       |  |  |                                           |  |  |                                 |  |
|                                            |                                        | Maria Enrichetta Del Carretto                  | Ottone Enrico Del Carretto                        |  |  |       |  |  |                                           |  |  |                                 |  |
|                                            |                                        | Maria Enrichetta Del Carretto                  | Maria Teresa di Herberstein                       |  |  |       |  |  |                                           |  |  |                                 |  |
|                                            |                                        | Maria Enrichetta Del Carretto                  |                                                   |  |  |       |  |  |                                           |  |  |                                 |  |